# ビン・リウ
ビン・リウ（英語: Bing Liu、1982年10月20日 - 2020年5月2日）は、計算機科学者、生物学者。中国出身のアメリカ合衆国在住者。
シンガポール国立大学で計算機科学の学位を取得。カーネギーメロン大学計算機科学部の博士研究員を経て、ピッツバーグ大学医学部計算・システム生物学科に勤務。2019新型コロナウイルスを研究していたが、2020年5月2日、自宅で死亡しているのが見つかり、遺体には複数の銃痕があった。